# 解體新書
《解體新書》出版於1774年（安永三年），由杉田玄白譯自德国醫學家J. Kulmus所著Anatomische Tabellen的荷兰语本，是日本第一部譯自外文的人體解剖學書籍。

## 歷史
日本首部人體解剖學書籍為1754年出版，由山脇東洋所著的《藏志》。
1771年（明和三年）3月4日，杉田玄白、前野良澤（前野良沢）與中川淳庵等蘭方醫（荷蘭醫學的醫師），在江戶小塚原（今東京都荒川區南千住二丁目）的刑場見習死刑犯的遺體解剖，對於人體構造與Anatomische Tabellen書中所繪的絲毫未差而頗為震撼，因此開始著手翻譯此書。
1773年（安永二年），為求外界的反應，杉田玄白先發行了《解體約圖》（解体約図）。隔年1774年（安永三年），正式出版《解體新書》。
由於杉田急於出版，而其荷蘭文的素養不足，不解之處尚多。因此他命弟子大槻玄澤（大槻玄沢）將該書的譯名全面重新考察，於1826年（文政九年），修訂了原書中的錯誤及不足之處後，出版了《重訂解體新書》。如今汉语和日語的許多解剖學標準用語均是出自玄澤之手，可見其重要性。

## 內容
此書有本文四卷與附圖一卷，以漢文寫成。
- 卷一：總論、形態、名称、要素、骨骼與關節總論、骨骼與關節個論
- 卷二：頭、口、腦與神經、眼、耳、鼻、舌
- 卷三：胸・膈膜、肺、心臟、動脈、靜脈、門脈、腹、腸・胃、腸間膜・乳糜管、胰臟
- 卷四：脾臟、肝臟・膽囊、腎臟・膀胱、生殖器、妊娠、筋肉

## 對後世的影響
《解體新書》的翻譯發行，讓以往只熟稔漢醫的日本人認識到西洋的醫學。而有些書中首次翻譯的人體器官的名稱，如「神經」、「軟骨」、「動脈」等，在漢字圈內廣為使用至今。
而現今有些講解某事物構造及原理的書，也借用了解體新書之名。

## 外部連結既參考資料
- （繁體中文）酒井靜：《解體新書的翻譯與出版》 （页面存档备份，存于） 中央研究院歷史語言研究所
- （日語）解体新書 中村學園大學